# Amharsko
Amharsko (amharsky አማራ), plným názvem Amharský stát, je jedním ze svazových států Etiopie. Jeho hlavním městem je Bahir Dar. Většinu jeho obyvatelstva 91,4 % tvoří Amharové. Z náboženství převládá etiopské pravoslaví 82,5 % a dále islám 17,2 % a další náboženství.
Na území Amharska se nachází největší etiopské jezero Tana i nejvyšší hora Etiopie, Ras Dašen. V roce 2007 žilo v Amharsku 17 214 056 obyvatel.

## Nepokoje v oblasti
Dne 10. srpna 2023 bylo v oblasti Amhara, během pokračujících střetů mezi bezpečnostními silami a militantními skupinami, zabito několik civilistů, uvedla BBC Amharic s odvoláním na zdroje z nemocnic a obyvatele.
Nejméně 20 lidí zemřelo a více než 200 lidí bylo zraněno ve městě Gondar a jeho okolí, uvedla BBC s odvoláním na zdroje z nemocnice. Několik civilistů bylo přijato do nemocnice kvůli střelným zraněním, řekl BBC lékař z nemocnice Bahar Dar Felege Hiwot.
Etiopská vláda ve středu (9. srpna 2023) uvedla, že šest velkých měst v regionu Amhara bylo „osvobozeno“ po dnech bojů mezi armádou a místními milicemi. Generální ředitelství pro stav nouze tvrdilo, že šest velkých měst, Bahir Dar, Lalibela, Gondar, Shewa Robit, Debre Birhan a Debre Markos, bylo „osvobozeno od hrozby banditů“. V těchto městech byl do 23. srpna zaveden večerní zákaz vycházení a také zákaz veřejných schůzí, přehlídek a podobných aktivit v Amhaře, uvedlo ředitelství v prohlášení.